# ローズ・ギルマン
ローズ・ギルマン（The Lady Rose Gilman、1980年5月1日 - ）は、ジョージ5世の曾孫。

## 略歴
グロスター公爵リチャード王子とバージットの間の次女としてロンドンに生まれる。セント・ジョージ・スクール（en）卒業。映画会社に就職する。
2007年、不動産業者子息のジョージ・ギルマンと結婚。

## 家族
ジョージとの間に一男一女を儲けた。
- 長女：ライラ（2010年 - ）
- 長男：ルーファス（2012年 - ）

なお、2013年王位継承法でイギリス王位継承順位の男子優先が廃され、これは2011年10月28日以後生まれに遡及して適用されるため、2012年生まれのルーファスは、姉ライラへの優先性を失い、継承順位が逆転した。
| 上位 タネ・ルイス | イギリス王位継承順位 継承順位第38位 他の英連邦王国の王位継承権も同様 | 下位 ライラ・ギルマン |